# José Sanfilippo
José Francisco „El Nene” Sanfilippo (Buenos Aires, 1935. május 4. –) olasz származású argentin labdarúgócsatár.
Az argentin válogatott tagjaként részt vett az 1958-as és az 1962-es labdarúgó-világbajnokságon. 1958-tól sorozatban négy idényen át volt az argentin bajnokság gólkirálya.